# Piano Man
«Piano Man» (с англ. — «Пианист») — песня американского певца и музыканта Билли Джоэла. Вышла в 1973 году как сингл на лейбле Columbia Records. Это был самый первый сингл музыканта.
В 2004 году журнал Rolling Stone поместил песню «Piano Man» в исполнении Билли Джоэла на 421-е место своего списка «500 величайших песен всех времён». В списке 2011 года песня находится на 429-м месте.
Кроме того, песня «Piano Man» в исполнении Билли Джоэла входит в составленный Залом славы рок-н-ролла список 500 Songs That Shaped Rock and Roll.
В США сингл с этой песней был по продажам сертифицирован золотым.
В 2013 году сингл Билли Джоэла «Piano Man» (вышедший в 1973 году на лейбле Columbia Records) был принят в Зал славы премии «Грэмми».

## Список композиций

### 7" (США, 1973)
1. «Piano Man» — 4:30
2. «You’re My Home» — 3:08

## Чарты
| Чарт (1973—1974)                     | Наив. поз. |
| ------------------------------------ | ---------- |
| Австралия (Australian Singles Chart) | 20         |
| Канада (Canadian Singles Chart)      | 10         |
| США (Billboard Hot 100)              | 25         |
| США (Billboard Easy Listening Chart) | 4          |
| Чарт (2013)                          | Наив. поз. |
| Ирландия (Irish Singles Chart)       | 83         |
| Чарт (2014)                          | Наив. поз. |
| Нидерланды (Dutch Singles Chart)     | 56         |